# Ischnopteris callistrepta
Ischnopteris callistrepta là một loài bướm đêm trong họ Geometridae.